# ディファレント・ビート
『ディファレント・ビート』（原題：A Different Beat）は、北アイルランドのギタリスト、ゲイリー・ムーアが1999年に発表したスタジオ・アルバム。

## 背景
前スタジオ・アルバム『ダーク・デイズ・イン・パラダイス』（1997年）と同様、ムーアの作品の中でも特に実験的な内容と位置づけられており、前作に引き続きドラムスを担当したゲイリー・ハズバンドは2014年のインタビューで「やはりギターとテクノロジーの部分がうまく混じり合っていなかった」と振り返っている。
「ファイアー」はジミ・ヘンドリックスのカヴァーで、ムーアは2007年に行われたヘンドリックスのトリビュート・ライブでも同曲を取り上げており、その模様は2012年にライブ・アルバム『ブルース・フォー・ジミ〜ジミ・ヘンドリックスに捧ぐ〜』として発表された。また、「ファットボーイ」はノーマン・クックことファットボーイ・スリムに捧げられた曲である。

## 反響
セールス的には成功に至らず、全英アルバムチャートではトップ100入りを逃す結果となった。ドイツでは1999年10月11日付のアルバム・チャートで60位を記録するが、翌週にはトップ100圏外に落ちた。

## 収録曲
特記なき楽曲はゲイリー・ムーア作。
1. ゴー・オン・ホーム - "Go on Home" – 4:22
2. ロスト・イン・ユア・ラヴ - "Lost in Your Love" – 5:59
3. ウォーリー・ノー・モア - "Worry No More" – 5:07
4. ファイアー - "Fire" (Jimi Hendrix) – 2:50
5. サレンダー - "Surrender" – 9:38
6. ハウス・フル・オブ・ブルース - "House Full of Blues" – 4:48
7. ブリング・マイ・ベイビー・バック - "Bring My Baby Back" – 4:51
8. キャント・ヘルプ・マイセルフ - "Can't Help Myself" – 5:51
9. ファットボーイ - "Fatboy" – 3:27
10. ウィ・ウォント・ラヴ - "We Want Love" – 5:43
11. キャント・ヘルプ・マイセルフ（E-Zローラーズ・リミックス） - "Can't Help Myself (E-Z Rollers Remix)" – 12:08

## 参加ミュージシャン
- ゲイリー・ムーア - ボーカル、ギター、ベース、キーボード
- ロジャー・キング - キーボード、プログラミング
- ゲイリー・ハズバンド（英語版） - ドラムス(on #3, #4)
- フィル・ニコルズ - アディショナル・プログラミング(on #8)